# Mauro Giuliani
Mauro Giuseppe Sergio Pantaleo Giuliani, född 27 juli 1781 i Bisceglie, död 8 maj 1829 i Neapel, var en italiensk kompositör och musiker (gitarr). Han var även den förste i världshistorien med en egen idol-tidning, "The Giulianid" i London. Han räknas som sin tids största gitarrist. Han var far till Michele Giuliani och Emilia Giuliani-Guglielmi.

## Verk (urval)
Mauro Giuliani komponerade över 200 stycken för gitarr.

### Verk för sologitarr
- Metodo, op. 1 (1812)
- Variazioni, op. 2 (1810)
- Sonat i C-dur, op. 15 (1812)
- Variazioni, op. 45 (1811)
- Raccolta, op. 46 (1812)
- 12 variazioni facili, op. 47 (1812)
- 24 etyder, op. 48 (1811)
- Variazioni, op. 49 (1813)
- Le Papillon, op. 50
- Raccolta, op. 61 (1820)
- Tre Sonatine, op. 71 (1810)
- La Melanconica – Variazioni sul tema di Hendel, op. 107 (1828)
- Raccolta, op. 111 (1827)
- Fughetta, op. 113 (1829)
- Gran Sonata Eroica, op. 150 (1843)
- Rossiniana nr 1, op. 119 (1820)
- Rossiniana nr 2, op. 120 (1821)
- Rossiniana nr 3, op. 121 (1821)
- Rossiniana nr 4, op. 122 (1824)
- Rossiniana nr 5, op. 123 (1824)
- Rossiniana nr 6. op. 124 (1828)
- Giulianate, op. 148

### Stycken för två gitarrer
- Grandi variazioni concertanti, op. 35
- Variazioni concertanti, op. 130

### Kammarmusik
- Serenata, op. 19 för gitarr, violin och cello (1810)
- Duo Concertante i e-moll, op. 25 för violin och gitarr
- Gran Duetto Concertante, op. 52 för flöjt (violin) och gitarr (1812)
- Gran Quintetto, op. 65 för två violiner, viola, cello och gitarr(1812)
- Due Rondò, op. 68 för gitarr och piano (1820)
- Duettino facile, op. 77 för flöjt (violin) och gitarr (1815)
- Grande Serenata i D-dur, op. 82 för flöjt (violin) och gitarr (1822)
- Gran Duetto Concertante i A-dur, op. 85 för flöjt (violin) och gitarr (1817)

### Gitarrkonserter
- Concerto i A-dur, op. 30 (1812)
- Gran Concerto i A-dur, op. 36 (1812)
- Gran Concerto i F-dur, op. 70 (1822)